# دون فلين
دون فلين (بالإنجليزية: Don Flynn)‏ هو لاعب كرة القدم الكندية أمريكي، ولد في 14 سبتمبر 1934، وتوفي في 14 أبريل 2010.